# Charles B. Lore

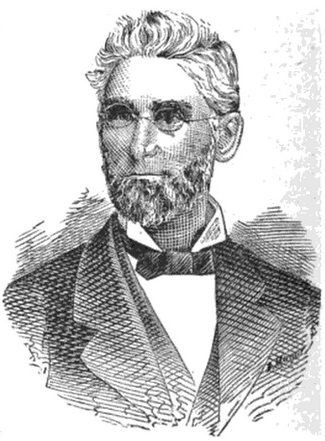
Charles B. Lore (1880)

Charles Brown Lore (* 16. März 1831 in Odessa, Delaware; † 6. März 1911 in Wilmington, Delaware) war ein US-amerikanischer Jurist und Politiker. Zwischen 1883 und 1887 vertrat er den Bundesstaat Delaware im US-Repräsentantenhaus.

## Werdegang
Charles Lore besuchte die öffentlichen Schulen seiner Heimat, die Middletown Academy in Delaware und in der Folge bis Juni 1852 das Dickinson College in Carlisle (Pennsylvania). Nach einem anschließenden Jurastudium und seiner im Jahr 1861 erfolgten Zulassung als Rechtsanwalt begann er in seinem neuen Beruf zu arbeiten. Bereits im Jahr 1857 war Lore bei der Verwaltung des Senats von Delaware angestellt. Während des Bürgerkrieges war er bei der Einberufungsbehörde im New Castle County tätig. Politisch war er Mitglied der Demokratischen Partei. Zwischen 1869 und 1874 war er Attorney General von Delaware.
1882 wurde Lore in das US-Repräsentantenhaus in Washington, D.C. gewählt, wo er am 4. März 1883 die Nachfolge von Edward L. Martin antrat. Nach einer Wiederwahl im Jahr 1884 konnte er bis zum 3. März 1887 im Kongress verbleiben. Für die Wahlen des Jahres 1886 verzichtete Lore auf eine weitere Kandidatur. Nach seinem Ausscheiden aus dem Kongress wurde Lore im Jahr 1893 zum Obersten Richter (Chief Justice) am Delaware Supreme Court ernannt. Dieses Amt bekleidete er bis 1909. In den Jahren 1909 und 1910 gehörte er auch einer Kommission zur Überarbeitung der Gesetze (Code Commission) des Staates Delaware an.